# Szwajcarski Komitet Generalny Pomocy Ofiarom Wojny w Polsce

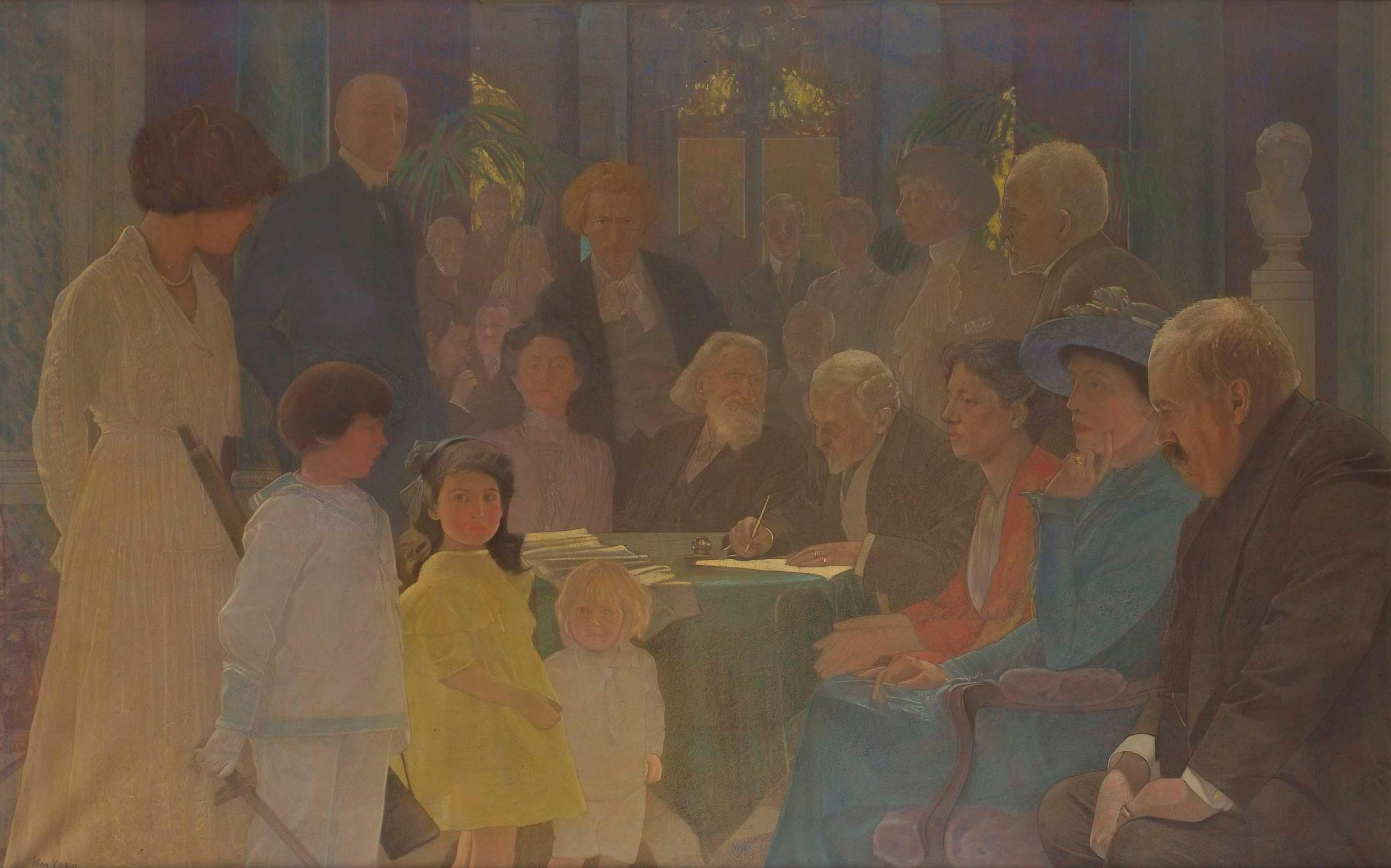
Leon Kaufmann, Zebranie członków Komitetu Generalnego Pomocy Ofiarom Wojny w Polsce, w Vevey w Szwajcarii, 1916 (w rzeczywistości spotkanie w tym składzie nie miało miejsca, ten zbiorowy portret jest wyobrażeniem artysty). Od lewej siedzą: Maria z Babskich Sienkiewiczowa (żona Henryka), Władysław Mickiewicz, Henryk Sienkiewicz, Helena Paderewska (żona Ignacego), Leonia Wierusz-Kowalska (żona Józefa), Józef Wierusz-Kowalski; na pierwszym planie troje dzieci Wierusz-Kowalskich. Od lewej stoją: Szymon Askenazy, Ignacy Paderewski, Antoni Osuchowski. W tle m.in. Tadeusz Romer i Erazm Piltz oraz dzieci Sienkiewicza: Henryk Józef i Jadwiga

Szwajcarski Komitet Generalny Pomocy Ofiarom Wojny w Polsce (Comité Général de Suisse pour les Victimes de la Guerre en Pologne) znany również jako Komitet Veveyski – organizacja założona w Szwajcarii niosąca pomoc materialną polskim ofiarom I wojny światowej.
Powstał 9 stycznia 1915 z inicjatywy Erazma Piltza w Lozannie, a 27 stycznia przeniósł się na stałe do nieodległego Vevey. Jego siedzibą był najpierw w Grand Hôtel, a od listopada 1915 w Hôtel du Lac. Apel do Polonii, a także społeczeństw państw neutralnych pt. "Do Ludów Ucywilizowanych" o pomoc materialną dla ludności polskiej zredagował Henryk Sienkiewicz. Komitet działał za pośrednictwem 174 komitetów lokalnych rozsianych wśród Polonii całego świata, w tym 117 w Stanach Zjednoczonych. Jego prezesem był Henryk Sienkiewicz, wiceprezesem Ignacy Paderewski, zaś przewodniczącym Rady Wykonawczej Antoni Osuchowski. Sekretarzem Komitetu pozostawał Tadeusz Romer. W skład Zarządu Komitetu poza nimi wchodzili: Józef Wierusz Kowalski, Andrzej Plater-Zyberk, Erazm Piltz, Henryk Marconi, Szymon Askenazy, Gabriel Narutowicz, ks. Kazimierz Skirmunt. Członkami byli m.in.: Witold Czartoryski, Włodzimierz Czetwertyński, Maria Skłodowska-Curie, Leopold Kronenberg, Zdzisław Lubomirski, Józef Potocki, Mikołaj Potocki, Ferdynand Radziwiłł, Jan Kanty Steczkowski, Wojciech Trąmpczyński, Maurycy Zamoyski, Tadeusz Estreicher, Ludwik Janowski, Władysław Mickiewicz, Urszula Ledóchowska, Stanisław Dobrzycki.

Dzięki nazwiskom Sienkiewicza i działającego w Stanach Zjednoczonych Paderewskiego do końca września 1916 zebrano ok. 20 mln koron austr. (4 mln dol.). Działalność Komitetu wspomógł finansowo i moralnie także papież Benedykt XV. Z jego inicjatywy biskupi polscy zwrócili się z odezwą do katolików na całym świecie o pomoc dla Polski. Pomoc tę przekazywano za pośrednictwem organizacji samopomocowych w Galicji (głównie Książęco-Biskupi Komitet Pomocy), Królestwie Polskim (Rada Główna Opiekuńcza i Główny Komitet Ratunkowy) oraz Rosji. W latach 1915–1919 komitet przekazał do Polski pomoc wartości 20 milionów franków szwajcarskich